# Listkogonka zielona
Listkogonka zielona (Prioniturus luconensis) – gatunek średniej wielkości ptaka z rodziny papug wschodnich (Psittaculidae). Endemit Filipin – występuje wyłącznie na wyspach Luzon i Marinduque. Nie wyróżnia się podgatunków. Zagrożony wyginięciem.

## Opis
Samce są żółto-zielone, z jaśniejszymi kolorami dolnej części ciała i głowy. Dwa wydłużone pióra ogona z nagimi stosinami zakończone są przypominającymi listki chorągiewkami w kolorze czarno-niebieskim. Samice są zazwyczaj ciemniejsze i mniej żółtawe, a nagie pióra ogona mają krótsze. Długość całkowita wynosi około 29 cm.

## Środowisko
Listkogonka zielona występuje głównie w pierwotnych lasach tropikalnych. Spotykana jest też w lasach wtórnych i silnie zdegradowanych, a także na drzewach owocowych rosnących na terenach otwartych. Na wyspie Luzon występuje w przedziale wysokości 300–700 m n.p.m., a na Marinduque stwierdzano ją powyżej 1000 m n.p.m.

## Pożywienie
W skład jej diety wschodzą: owoce, kukurydza, ryż, nasiona i kwiaty.

## Status
Ten gatunek był kiedyś pospolity, ale jego populacja gwałtownie spada. Obecnie jest klasyfikowany przez IUCN jako zagrożony (EN – endangered) ze względu na wycinanie lasów i łapanie dla handlu. Liczebność populacji, według szacunków, mieści się w przedziale 1000–2499 dorosłych osobników. Brak stwierdzeń z wyspy Marinduque w ostatnich latach świadczy o tym, że gatunek ten mógł tam już wymrzeć.